# Suddenly Yours
Suddenly Yours é o álbum de estréia da banda norte-americana de synthpop Allstar Weekend. Lançado em 10 de fevereiro de 2010 pela Hollywood Records. O álbum estreou na posição #8 da billboard 200 vendendo 40 mil cópias em sua primeira semana.

## Faixas
| N.º            | Título                          | Duração |  |
| 1.             | "Come Down With Love"           | 3:16    |  |
| 2.             | "Hey Princess"                  | 3:20    |  |
| 3.             | "Dance Forever"                 | 3:17    |  |
| 4.             | "Cathching Up"                  | 3:53    |  |
| 5.             | "A Different Side of Me'"       | 3:26    |  |
| 6.             | "Here With You"                 | 3:43    |  |
| 7.             | "Amy"                           | 3:10    |  |
| 8.             | "Clock Runs Out"                | 3:18    |  |
| 9.             | "Can't Sleep Tonight"           | 3:05    |  |
| 10.            | "Journey To The End of My Life" | 3:30    |  |
| 11.            | "The Weekend"                   | 3:42    |  |
| Duração total: | Duração total:                  | 38:56   |  |